# 马边大风顶国家级自然保护区
马边大风顶国家级自然保护区位于中国四川省乐山市马边彝族自治县境内。以保护大熊猫、四川山鹧鸪、珙桐等珍稀濒危动植物及其自然生态环境为主要目标，兼具科研与生态保护功能。保护区总面积30,164公顷，海拔介于800至4,022米之间。

## 气候
保护区内气候四季分明，年降水量约1,800至2,000毫米，年平均湿度达90%。

## 生物多样性
马边大风顶保护区是凉山山系重要的生物廊道和生态保护区。区内共记录脊椎动物408种，蕨类和种子植物2025种。

## 社会与经济现状
保护区周边社区地处山沟地带，经济、教育及交通发展相对滞后。当地居民以彝族为主，其主要经济活动包括传统的放牧、采笋和小规模采伐。